# 아비달마구사론
《아비달마구사론》(阿毘達磨俱舍論, 산스크리어로 아비담마코샤, Abhidammakosha, अभिधर्मकोश)은 4세기 인도의 세친 스님이 지은 불전이다. 약칭하여 《구사론》(俱舍論)이라고도 부른다. 세친 스님과 그 맏형인 무착 스님은 중기 대승불교인 유식불교를 창시한 스님이다. 유식불교는 7세기 당나라 현장 스님이 경전을 한역해 오면서 당나라에 법상종이 유행하게 된다.(현장 스님은 소설 서유기에서 손오공으로 유명한 스님이기도 하다.) 신라의 의상 대사는 당나라로 유학을 가서, 이 현장스님이 수입해 온 유식불교를 배워서 신라에 돌아온다.
아비달마는 불법연구라는 뜻이며, 구사론은 창고라는 뜻이다. 4세기 부파불교 중 최대 종파인 설일체유부의 교리를 정리한 것이다. 600편의 시와 그에 대한 설명으로 구성되어 있는데, 정작 세친 스님은 이 교리들을 수용하지 않고 비판했다.
구사론은 이후의 대승불교 교리에 상당한 영향을 끼쳤다.

## 같이 보기
- 아비달마
- 다르마
- 설일체유부
- 번뇌
- 마음작용